# Classement mondial de snooker 2001-2002
Classement mondial des joueurs de snooker du top 32 pour la saison 2001-2002. Les points sont calculés en additionnant les points accumulés lors des deux saisons précédentes (1999-2000 et 2000-2001).
| no | Nom               | Pays            | Points |
| -- | ----------------- | --------------- | ------ |
| 1  | Mark Williams     | Pays de Galles  | 53 390 |
| 2  | Ronnie O'Sullivan | Angleterre      | 45 599 |
| 3  | John Higgins      | Écosse          | 43 724 |
| 4  | Ken Doherty       | IRL             | 38 339 |
| 5  | Stephen Hendry    | Écosse          | 36 603 |
| 6  | Matthew Stevens   | Pays de Galles  | 32 884 |
| 7  | Peter Ebdon       | Angleterre      | 32 662 |
| 8  | Stephen Lee       | Angleterre      | 29 924 |
| 9  | Paul Hunter       | Angleterre      | 25 884 |
| 10 | Joe Swail         | Irlande du Nord | 24 872 |
| 11 | Jimmy White       | Angleterre      | 23 584 |
| 12 | Alan McManus      | Écosse          | 21 940 |
| 13 | Mark King         | Angleterre      | 21 875 |
| 14 | Graeme Dott       | Écosse          | 21 764 |
| 15 | Dave Harold       | Angleterre      | 21 430 |
| 16 | Fergal O'Brien    | IRL             | 21 131 |
| 17 | Marco Fu          | Hong Kong       | 20 800 |
| 18 | Drew Henry        | Écosse          | 20 626 |
| 19 | Anthony Hamilton  | Angleterre      | 20 621 |
| 20 | Dominic Dale      | Pays de Galles  | 19 514 |
| 21 | Steve Davis       | Angleterre      | 19 505 |
| 22 | John Parrott      | Angleterre      | 19 413 |
| 23 | Nigel Bond        | Angleterre      | 18 663 |
| 24 | Chris Small       | Écosse          | 18 365 |
| 25 | Quinten Hann      | Australie       | 17 765 |
| 26 | Billy Snaddon     | Écosse          | 17 153 |
| 27 | Joe Perry         | Angleterre      | 17 014 |
| 28 | Michael Judge     | IRL             | 16 808 |
| 29 | Tony Drago        | Malte           | 16 521 |
| 30 | David Gray        | Angleterre      | 16 206 |
| 31 | Anthony Davies    | Pays de Galles  | 15 716 |
| 32 | James Wattana     | Thaïlande       | 15 634 |